# Luigi Capuana
Luigi Capuana (28 de maio de 1839 - 29 de novembro de 1915) foi um escritor e jornalista italiano e um dos membros mais importantes do movimento verista. Ele era contemporâneo de Giovanni Verga, ambos nascidos na província de Catania, um ano após o outro. Ele também foi um dos primeiros autores italianos influenciados pelas obras de Emila Zola, autora francesa e criadora do naturalismo.